# Бережанський монастир
Монастир співстраждання Пресвятої Богородиці в Бережанах (ЗССНДМ) — монастир Української греко-католицької церкви в м. Бережани Тернопільської области України.

## Історія
Спільнота сестер Служебниць у Бережанах веде свою історію з 1907 року. До Другої світової війни сестри володіли трьома будинками, які слугували монастирем, інтернатом для дівчат та притулком для дітей-сиріт.
У березні 1947 року місцева влада виселила сестер із їхнього монастирського дому. Вони знайшли притулок на вулиці Ковшевича, 10, де орендували перший поверх. Згодом, після смерті власниці, дім перейшов у їхню повну власність. З того часу цей будинок і є монастирем.
У період підпілля УГКЦ в монастирі мешкало вісім сестер. Вони молилися, а священники катакомбної церкви таємно служили Літургії та уділяли Святі Тайни. Щоб мати засоби для існування, сестри шили ковдри. Вони також надавали людям духовну підтримку і поради, чим заслужили довіру громади.
Незважаючи на постійний нагляд з боку КДБ, щоп'ятниці вночі в монастирі таємно служилася Свята Літургія. У цьому домі померли в опінії святості с. Фільомена Юзьків та с. Єротея Курій.
З 1991 року в монастирі проживають чотири сестри. Настоятельками в різні роки були: с. Надія Кобрин, с. Маргарета Трем-бач, с. Віра Курищук, с. Олена Гнідець, с. Тадея Кланца, с. Христина Депутат та с. Юлія Філяк.
Зараз у монастирі проживають с. Надія Кобрин, с. Леонтія Зоола, с. Наталія Грицула та настоятелька с. Юлія Філяк. Сестри працюють у колонії для малолітніх, займаються катехизацією дітей і молоді, а також керують молодіжними товариствами: Марійською дружиною, спільнотою «Небесний Єрусалим» та Вівтарною дружиною. При монастирі діє осередок для дітей-сиріт. Також сестри випікають просфори та перуть церковні рушники для храму Святої Трійці.